# 耳叶珍珠菜
耳叶珍珠菜（学名：[Lysimachia auriculata] 错误：{{Lang}}：文本有斜体标记（帮助））为报春花科珍珠菜属的植物，是中国的特有植物。分布在中国大陆的四川、湖北、陕西、甘肃等地，生长于海拔200米至1,600米的地区，一般生于山坡阴处，目前尚未由人工引种栽培。